# Standardsituation (Fußball)
Als Standardsituation (auch kurz Standard genannt) wird eine Spielsituation in einem Mannschaftssport bezeichnet, die sich aufgrund einer vorherigen Spielunterbrechung ergibt.
Die Standardsituation eignet sich wegen des mehr oder weniger klar vorhersehbaren Ablaufs besonders dazu, im Training einstudiert zu werden. Im Fußball gibt es sieben Standardsituationen, die ortsgebunden bzw. teilweise ortsgebunden sind.
Der Begriff tauchte im Fußball erstmals in den 1970ern in der DDR auf, im westdeutschen Fußball wurde der Begriff gegen Ende der 1980er Jahre übernommen.

## Ortsgebundene Standards
- Eckball: Ortsgebunden, der Ball kann jedoch auf einem kleinen Viertelkreis platziert werden
- Anstoß: Der Ball ruht am Mittelpunkt des Fußballfeldes
- Elfmeter: Der Ball ruht am Elfmeterpunkt

## Teilweise ortsgebundene Standards
- Freistoß: Ein Freistoß kann auf dem gesamten Spielfeld ausgeführt werden.
- Einwurf: Der Einwurf kann an den gesamten beiden Außenlinien ausgeführt werden (Hand).
- Abstoß: Der Abstoß kann von einem Spieler der ausführenden Mannschaft im gesamten Torraum ausgeführt werden.

## Tabellarisch
| Name     | Ortsgebundenheit | Torwahrscheinlichkeit        |
| -------- | ---------------- | ---------------------------- |
| Abstoß   | nein             | -                            |
| Abschlag | nein             | -                            |
| Anstoß   | ja               | <0,01 %                      |
| Eckball  | ja               | 1,7 %                        |
| Einwurf  | nein             | <1 %                         |
| Elfmeter | ja               | 77 %                         |
| Freistoß | nein             | circa 10 %, je nach Position |